# Baltic Medal

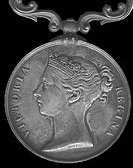
Baltic Medal, Avers

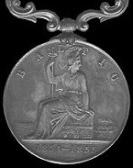
Baltic Medal, Revers

Baltic Medal, Band

Die Baltic Medal ist eine britische, 1856 gestiftete militärische Auszeichnung. Sie wurde an britische Soldaten verliehen, die während des Krimkrieges 1854–56 an den Kampfhandlungen im Ostseeraum teilnahmen.

## Aussehen und Material
Die Medaille hat einen Durchmesser von 36 mm und besteht aus Silber. Der Avers zeigt den mit einem Diadem bekrönten Kopf von Königin Victoria und die Inschrift ‘VICTORIA REGINA’. Bis auf das fehlende Stiftungsjahr gleicht die Vorderseite der Crimea Medal. Der Revers zeigt Britannia mit einem Dreizack in der Hand auf einem Felsen sitzend. Zu Füßen Britannias befindet sich eine Kanone und zu einer Pyramide gestapelte Kanonenkugeln. Die Göttin blickt zur Festung Bomarsund, im Hintergrund ist die Festung Sveaborg zu sehen. Die Rückseite der Medaille wurde von Leonard Charles Wyon graviert, die Vorderseite von seinem Vater William Wyon.
Die Medaille selbst ist am Band an einer schwenkbaren, floral gestalteten Aufhängung angebracht, die Ausführung der Aufhängung gleicht der der Crimea Medal. Es ist jedoch auch eine Ausführung mit einer einfacher gestalteten Aufhängung überliefert.
Die Medaille wurde ohne Namensgravur an die Truppe ausgegeben, Exemplare mit Randgravur wurden privat graviert.
Das Band ist 28 mm breit. Es ist gelb mit 3 mm breiten hellblauen Kanten an jeder Seite.

## Träger
Die Stiftung der Medaille wurde von Königin Victoria am 23. April 1856 nach einer Besichtigung der Flotte in Spithead verfügt. Sie wurde an Angehörige der  Royal Navy, der Royal Marine Artillery und Royal Marine Light Infantry verliehen, die während des Krimkrieges an den Kampfhandlungen im Ostseeraum teilnahmen. Weitere einhundertsechs Medaillen wurden an Soldaten der Royal Sappers and Miners verliehen, die an der Zerstörung der russischen Festungen Bomarsund und Sveaborg beteiligt waren.